# 113 (Band)
113 ist eine französische Hip-Hop Gruppe mit afrikanischen und karibischen Wurzeln, die in der Pariser Banlieue (genauer Vitry-sur-Seine) gegründet wurde und deren Mitglieder aus dem Norden und Westen von Afrika sowie von der Insel Guadeloupe stammen. Ihr bekanntester Song ist Tonton du Bled – Onkel vom „Land“ (bled in maghrebischem Arabisch).
Der Name der Band kommt von dem Namen des Gebäudes, in welchem die Gruppe einen Großteil ihrer Jugend verbrachte.

## Kontroverse
Im November 2005 hat ein Abgeordneter der UMP, François Grosdidier, die Gruppe in seiner Beschwerde gegen Rap-Musik aufgelistet, welche ihm zufolge Rassismus und Hass propagieren würde. Viele Politiker aus linken Kreisen warfen ihm damals vor, dass er nur eine Form der Zensur durchsetzen wollte.

## Mitglieder
- Rim’K – Abdelkrim Brahmi, geboren 21. Juni 1978, Algerischer (Kabylen) Herkunft
- Mokobé – Mokobé Traoré, geboren 1976 in Mali
- AP – Yohann Duport, geboren 1977 auf Guadeloupe

## Diskografie
Für Veröffentlichungen als Teil von Mafia K’1 Fry siehe hier.

### Alben
| Jahr | Titel                   | Höchstplatzierung, Gesamtwochen, AuszeichnungChartplatzierungen (Jahr, Titel, Platzierungen, Wochen, Auszeichnungen, Anmerkungen) | Höchstplatzierung, Gesamtwochen, AuszeichnungChartplatzierungen (Jahr, Titel, Platzierungen, Wochen, Auszeichnungen, Anmerkungen) | Höchstplatzierung, Gesamtwochen, AuszeichnungChartplatzierungen (Jahr, Titel, Platzierungen, Wochen, Auszeichnungen, Anmerkungen) | Anmerkungen           |
| Jahr | Titel                   | FR | BEW | CH | Anmerkungen           |
| ---- | ----------------------- | --- | --- | --- | --------------------- |
| 1999 | Les princes de la ville | FR5 ×2Doppelgold · (36 Wo.)FR | — | — |                       |
| 2002 | 113 Fout La Merde       | FR7 Gold · (17 Wo.)FR | BEW32 (1 Wo.)BEW | CH70 (4 Wo.)CH |                       |
| 2003 | 113 Dans L’urgence      | FR10 (24 Wo.)FR | — | — |                       |
| 2005 | 113 Degrés              | FR5 Gold · (36 Wo.)FR | BEW49 (23 Wo.)BEW | CH81 (1 Wo.)CH |                       |
| 2006 | Illégal Radio           | FR26 (14 Wo.)FR | — | — | Mixtape, mit Frenesik |
| 2010 | Universel               | FR33 (15 Wo.)FR | BEW96 (1 Wo.)BEW | — |                       |

Weitere Alben
- 2009: Discret (AP); C’est nous (feat. ciella rossa)
- 2011: Chouf

### Soloalben
- 2004: L’Enfant du pays (Rim’K)
- 2007: Mon Afrique (Mokobé)

### Kompilationen
- 2005: Zone Caraïbes (mit A. P.)

### EPs
- 1998: Ni Barreaux, Ni Barrières, Ni Frontières

### Singles
| Jahr | Titel Album                            | Höchstplatzierung, Gesamtwochen, AuszeichnungChartplatzierungen (Jahr, Titel, Album, Platzierungen, Wochen, Auszeichnungen, Anmerkungen) | Höchstplatzierung, Gesamtwochen, AuszeichnungChartplatzierungen (Jahr, Titel, Album, Platzierungen, Wochen, Auszeichnungen, Anmerkungen) | Höchstplatzierung, Gesamtwochen, AuszeichnungChartplatzierungen (Jahr, Titel, Album, Platzierungen, Wochen, Auszeichnungen, Anmerkungen) | Anmerkungen                       |
| Jahr | Titel Album                            | FR | BEW | CH | Anmerkungen                       |
| ---- | -------------------------------------- | --- | --- | --- | --------------------------------- |
| 2000 | Tonton du bled Les Princes De La Ville | FR5 Gold · (22 Wo.)FR | BEW14 (13 Wo.)BEW | — |                                   |
| 2000 | Jackpotes 2000 Les Princes De La Ville | FR37 (16 Wo.)FR | BEW40 (1 Wo.)BEW | — |                                   |
| 2000 | Les princes de la ville                | FR95 (1 Wo.)FR | — | — |                                   |
| 2003 | Au summum 113 Dans L’urgence           | FR8 Gold · (25 Wo.)FR | BEW18 (14 Wo.)BEW | CH52 (13 Wo.)CH |                                   |
| 2004 | Un gaou à Oran –                       | FR9 (21 Wo.)FR | BEW3 (20 Wo.)BEW | CH29 (16 Wo.)CH | mit Magic System & Mohamed Lamine |
| 2006 | Un jour de paix 113 Degrés             | FR17 (13 Wo.)FR | — | — | feat. Black Renégat               |
| 2006 | Partir loin 113 Degrés                 | FR23 (17 Wo.)FR | — | — | feat. Reda Taliani                |